# بطاقة الهوية الكوسوفوية
بطاقة الهوية الكوسوفوية هي بطاقة هوية صادرة لمواطني كوسوفو بغرض إثبات هويتهم، بالإضافة إلى تقديم إثبات الإقامة والحق في العمل والحق في الحصول على المنافع العامة.

## السفر الدولي
يمكن استخدام بطاقة الهوية الكوسوفوية بدلاً من جواز السفر للسفر إلى بعض البلدان المجاورة لكوسوفو:
| الدولة          | المدة المسموحة |
| --------------- | -------------- |
| ألبانيا         | 90 يوم         |
| جمهورية مقدونيا | 90 يوم         |
| الجبل الأسود    | 30 يوم         |
| صربيا           | 90 يوم         |

## اقرأ أيضاً
جواز سفر كوسوفو